# Verbi divini minister
Verbi divini minister is de volledig in het Latijn uitgeschreven betekenis van de afkorting V.D.M., die soms gebruikt wordt om van mensen die predikant zijn achter hun naamsvermelding duidelijk te maken dat zij het beroep van geestelijke uitoefenen.
De afkorting staat soms tussen haakjes achter de naam en wordt meestal met hoofdletters en met puntjes na elke letter geschreven.
Letterlijk betekenen deze Latijnse woorden: (be)dienaar van het goddelijk woord, waarmee tegelijkertijd wordt bedoeld: bedienaar van het Sacrament van het Woord, ofwel: de uitleg en prediking van de bijbel en zo ook dienaar van God, want dienstbaar aan de verbreiding van het Evangelie.